# Proste historie
Proste Historie – trzeci album Macieja Maleńczuka. Wydany przez Polskie Radio w 2005 roku.
Płyty zawierają utwory koncertowe jak również studyjne.
Nagrań dokonano na koncertach w latach 2004–2005, a także w studiach w Poznaniu, Krakowie i w Warszawie.
Album nagrany z towarzyszeniem publiczności i gitary akustycznej.

## Lista utworów
Opracowano na podstawie źródła.
| CD 1 1. „Święto Kobiet” - 1:28 2. „Edek Leszczyk” - 3:12 3. „Driftin'” - 2:03 4. „Cały Ten Seks” - 2:55 5. „Mirek Jankowski” - 3:23 6. „Jak Dobrze, Że Jest Jutro” - 3:51 7. „Wild Nights” - 4:31 8. „Twarze Przy Barze” - 3:15 9. „Jamaica” - 2:35 10. „Ach Proszę Pani” - 2:47 11. „When The Saints” - 2:08 12. „Ande La More” - 3:24 13. „Miasto Kraków” - 3:40 14. „Sako Rati” - 2:32 |  | CD 2 1. „Pan Maleńczuk” - 2:37 2. „E Daj Nasval'i” - 2:33 3. „Ramblin' on my mind” - 2:14 4. „Arkadiusz” - 3:05 5. „Villon” - 3:27 6. „Prośba” - 3:49 7. „Sierpień W Krakowie” - 4:25 8. „Spider” - 2:54 9. „Raskolnikow” - 2:41 10. „Józef Kania” - 3:40 11. „Spoonfull” - 1:58 12. „Człowiek Z Wiekiem Do Trumny” - 4:28 13. „Admire Dau (Piosenka Dla Elmy)” - 1:56 14. „Love In Vain” - 2:05 15. „W Tym Mieście Trudno Jest Żyć” - 0:53 16. „St. James Infirmary” - 5:05 |

## Skład
- Maciej Maleńczuk - śpiew, gitara

## Single
1. „Święto Kobiet” - 1:28
2. „Edek Leszczyk” - 3:12